# Javier Aguirre
Javier Aguirre Onaindía, mehiški nogometaš in trener, * 1. december 1958, Ciudad de México, Mehika.
Aguirre je od leta 2024 tretjič selektor mehiške reprezentance.